# Мельгуново (платформа)
Мельгуново — бывший остановочный пункт, располагавшийся в Луховицком районе Московской области на тупиковой линии Луховицы —  Зарайск.
Пассажирское сообщение на линии закрыто в 1960-х годах. Формально о.п. не закрывался и продолжает существовать и поныне.

## История
Остановочный пункт Мельгуново получил такое название в 1904 году, до этого именовался Астапово. Название станции было дано по близлежащей деревне Мельгуново, позднее вошедшей в состав совхозного поселения Астапово.

## Происхождение названия
По одной из существующих версий, название Мельгуново произошло от прозвища первого жителя деревни Мельгун, означающего «моргун», то есть постоянно моргающий или подмигивающий, а также «легкомысленный» или «игривый». По другой версии ойконим мог произойти от фамилии владельца деревни; такая фамилия встречается в документах с XV—XVI веков, например, рязанский помещик XV века Будай Мельгунов или рязанский житель 1595 года Борис Прокофьевич Мельгунов.

## Состояние платформы
Платформа не используется и находится в разрушенном состоянии. Следов на местности почти нет.
Все платформы на Зарайск находятся в нерабочем состоянии.